# IC 1704
IC 1704 ist eine Spiralgalaxie vom Hubble-Typ Sbc im Sternbild Fische auf der Ekliptik. Sie ist schätzungsweise 293 Millionen Lichtjahre von der Milchstraße entfernt und hat einen Durchmesser von etwa 95.000 Lichtjahren.
Im selben Himmelsareal befinden sich u. a. die Galaxien IC 107, IC 1698, IC 1700, IC 1706. 
Die Typ-II-Supernova SN 2007il wurde hier beobachtet.
Das Objekt wurde am 18. Januar 1896 von Stéphane Javelle entdeckt.